# Gwen John
Gwendolen Mary John (Haverfordwest, 22 luglio 1876 – Dieppe, 13 settembre 1939) è stata una pittrice gallese.

## Biografia

### Infanzia
Era la seconda di quattro figli nati da Edwin William John, un avvocato, e da sua moglie Augusta Smith, un'acquarellista dilettante. Entrambi i genitori incoraggiarono l'interesse dei figli per la letteratura e l'arte. Sua madre morì quando lei aveva otto anni e dopo la morte avvenuta nel 1884, la famiglia si trasferì a Tenby, nel Pembrokeshire, in Galles, dove Gwen e la sorella Winifred ricevettero un'educazione precoce da parte di governanti. Oltre alla sorella, Gwen aveva anche due fratelli, Thornton e Augustus. I fratelli si recavano spesso sulla costa di Tenby per disegnare. Sebbene dipingesse e disegnasse fin da piccola, la prima opera di Gwen John risale al diciannovesimo anno di età.

### Formazione
Dal 1895 al 1898 studia alla Slade School of Art, dove il programma di studi si ispira ai metodi di studio francesi. Era l'unica scuola d'arte del Regno Unito che ammetteva le studentesse, anche se in genere non c'era mescolanza tra uomini e donne nelle classi o nei corridoi. Come il fratello minore Augustus, che aveva iniziato i suoi studi lì nel 1894, studiò disegno di figura con Henry Tonks e, durante questo periodo, lei e Augustus condivisero gli alloggi e ridussero ulteriormente le spese con una dieta a base di noci e frutta.
Gli studenti della Slade sono stati incoraggiati a copiare le opere degli antichi maestri nei musei di Londra e i primi dipinti di Gwen John, come "Ritratto della signora Atkinson", "Giovane donna con violino" e "Interno con figure", sono opere intime dipinte in uno stile tradizionale caratterizzato da colori tenui e smalti trasparenti. Già da studente, la brillante abilità e il fascino personale di Augustus lo resero una celebrità, in contrasto con i modi più tranquilli e il contegno reticente di Gwen. Nel 1898 compie il suo primo viaggio a Parigi con due amici mentre studia con James McNeill Whistler alla sua scuola, l'Académie Carmen. Tornata a Londra nel 1899, espone le sue opere per la prima volta nel 1900, al New English Art Club (NEAC). Le sue condizioni materiali sono povere e nel 1900-01 vive da abusiva in un edificio abbandonato.

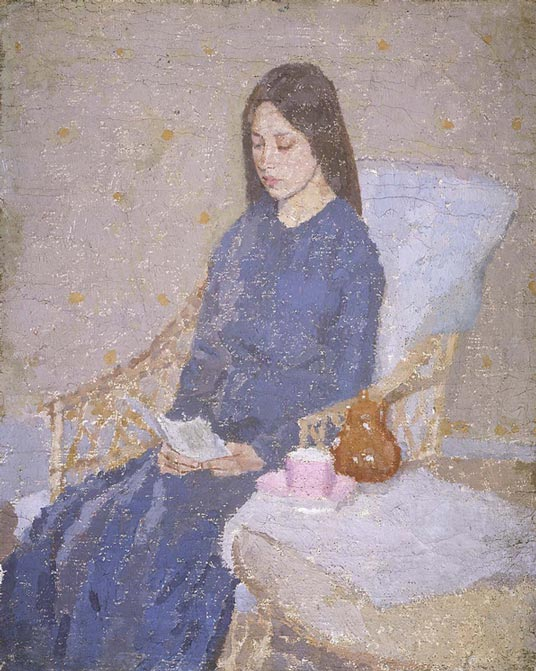
La Convaleciente (ca. 1923–24)

### Carriera
Nell'autunno del 1903 si reca in Francia con l'amica Dorelia McNeill e arrivati a Bordeaux, partono per un tour a piedi con il loro materiale artistico in mano, con l'intenzione di raggiungere Roma. Dormendo nei campi e vivendo del denaro guadagnato lungo la strada vendendo schizzi di ritratti, si diressero a Tolosa. Nel 1904, i due si recano a Parigi, dove John trova lavoro come modello d'artista, soprattutto per le donne artiste. Nello stesso anno inizia a fare la modella per lo scultore Auguste Rodin, di cui diventa l'amante. La sua devozione per il ben più anziano Rodin, che era l'artista più famoso del suo tempo, continuò per i dieci anni successivi, come documentano le migliaia di ferventi lettere che gli indirizzò. Gwen John ebbe alcune relazioni con uomini e donne che a volte la infastidivano e Rodin, nonostante il sentimento genuino che provava per lei, alla fine ricorse all'uso di concierge e segretarie per tenerla a distanza.
Durante gli anni trascorsi a Parigi conobbe molte delle principali personalità artistiche del suo tempo, tra cui Matisse, Picasso, Brâncuși e Rainer Maria Rilke, ma i nuovi sviluppi dell'arte del suo tempo ebbero poco effetto su di lei, che lavorò in solitudine. Nel 1910 trovò casa a Meudon, un sobborgo di Parigi, dove sarebbe rimasta per il resto della sua vita. Quando la sua relazione con Rodin giunse al termine, Gwen John cercò conforto nel cattolicesimo e intorno al 1913 fu accolta nella Chiesa.
Smise di esporre alla NEAC nel 1911, ma ottenne un importante mecenate in John Quinn, un collezionista d'arte americano che, dal 1910 fino alla sua morte nel 1924, acquistò la maggior parte delle opere vendute da Gwen John. Il sostegno di Quinn ha liberato John dall'obbligo di lavorare come modello e gli ha permesso di dedicarsi al suo lavoro. Sebbene partecipi alle mostre con una certa regolarità, il suo perfezionismo produce in lei una marcata ambivalenza nei confronti dell'esposizione.
Intorno al 1913, per obbligo delle Suore Domenicane della Carità di Meudon, inizia una serie di ritratti dipinti di Mère Marie Poussepin (1653-1744), la fondatrice del loro ordine. Questi dipinti, basati su un biglietto di preghiera, stabiliscono un formato, la figura femminile in posa seduta di tre quarti, che diventerà caratteristico del suo stile maturo. Dipinse numerose varianti di soggetti come "Giovane donna in abito blu macchiato", "Ragazza con gatto in braccio" e "Il convalescente". L'identità della maggior parte dei suoi modelli è sconosciuta.
John espone per la prima volta a Parigi nel 1919, al Salon d'Automne, ed espone regolarmente fino alla metà degli anni Venti, dopodiché diventa sempre più solitaria e dipinge meno. Nel corso della sua vita ha tenuto una sola mostra personale, alla New Chenil Galleries di Londra nel 1926, e nello stesso anno ha acquistato un bungalow a Meudon. Nel dicembre del 1926 incontra e cerca una guida religiosa nel suo vicino di casa, il filosofo neotomista Jacques Maritain. Incontra anche la cognata di Maritain, Véra Oumançoff, con la quale stringe la sua ultima relazione sentimentale, che durerà fino al 1930. L'ultima opera datata di Gwen John è un disegno del 20 marzo 1933 e nessuna prova indica che abbia disegnato o dipinto per il resto della sua vita.

## Sessualità
Per tutta la vita, John è stato attratto da persone di entrambi i sessi. Da studentessa ebbe una relazione con il collega Ambrose McEvoy. Sebbene August Rodin sia stato il suo grande amore, ebbe diverse relazioni omosessuali. Mentre era a Slade, sviluppò una passione per una donna senza nome che il fratello Augustus descrive nella sua autobiografia Chiaroscuro, e mentre era in viaggio verso Parigi con Dorelia, sviluppò una passione per una ragazza sposata, che poi li seguì a Parigi. Rodin, che aveva una relazione sessuale con la sua assistente Hilda Flodin, realizzò disegni erotici di Flodin e John insieme. La pittrice tedesca Ida Gerhardi si innamorò di John, ma non fu ricambiata. L'ultima passione di John fu Véra Oumançoff, per la quale sviluppò un'ossessione, con grande disagio di Véra.